# Ilha Nipisat
A Ilha Nipisat é uma ilha situada no Estreito de Davis, próxima a ilha principal da Groenlândia, propriedade da Dinamarca. Situa-se na municipalidade de Qeqqata, a 15 quilômetros ao sul de Sisimiut.
Em inuit Nipisat significa lapa, pois o formato da ilha lembra o do peixe-lapa.
Foi descoberta em 1723, tendo o primeiro assentamento fundado por Hans Egede.

## UNESCO
Foi inscrito como Patrimônio Mundial da UNESCO em 2018 por: "testemunhar a resiliência das culturas humanas da região e sua tradição de migrações sazonais."